# Mio Otani
Mio Otani (大谷 未央, Ōtani Mio, Koka, 5 mei 1979) is een Japans voormalig voetbalster.

## Carrière
Otani speelde voor onder meer Tasaki Perule FC.
Zij nam met het Japans vrouwenvoetbalelftal deel aan de wereldkampioenschappen in 2003 en daar stond zij opgesteld in alle drie de wedstrijden van Japan. Zij scoorde daarin drie doelpunten, waaronder de winnende 6-0 tegen Argentinië. Zij nam met het Japans elftal deel aan de Olympische Zomerspelen in 2004 en daar stond zij in alle drie de wedstrijden van Japan opgesteld. Japan werd uitgeschakeld in de eerste knock-outronde. Zij nam met het Japans elftal deel aan de wereldkampioenschappen in 2007, maar zij kwam tijdens dit toernooi niet in actie.

## Statistieken
| Japans vrouwenvoetbalelftal | Japans vrouwenvoetbalelftal | Japans vrouwenvoetbalelftal |
| Jaar                        | Wed.                        | Dlp.                        |
| --------------------------- | --------------------------- | --------------------------- |
| 2000                        | 5                           | 0                           |
| 2001                        | 11                          | 9                           |
| 2002                        | 10                          | 2                           |
| 2003                        | 14                          | 13                          |
| 2004                        | 10                          | 7                           |
| 2005                        | 7                           | 0                           |
| 2006                        | 9                           | 0                           |
| 2007                        | 7                           | 0                           |
| Totaal                      | 73                          | 31                          |